# اداره پلیس نیویورک سیتی

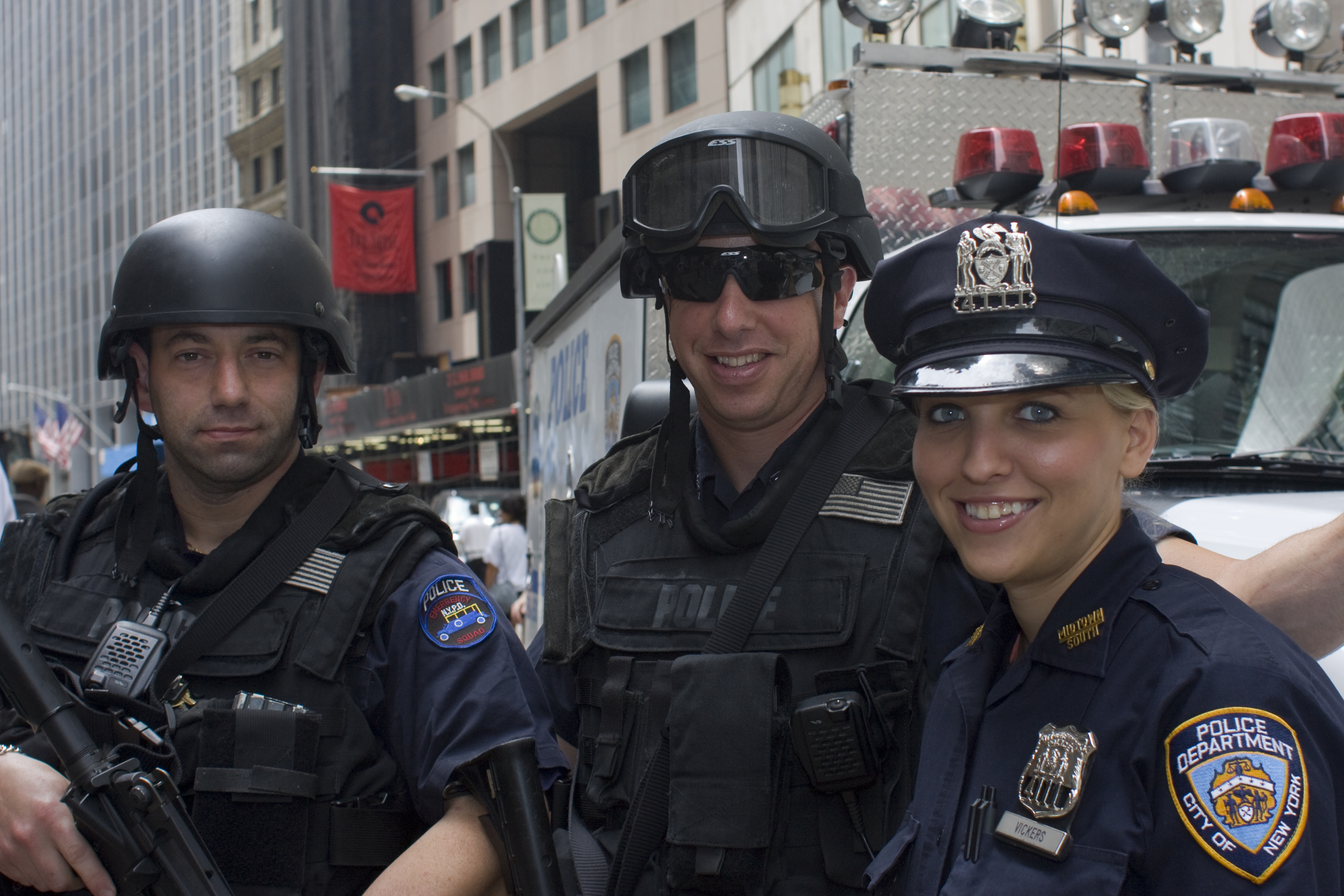
چند افسر و گارد ضربتی NYPD در پیاده‌روهای شهر نیویورک.

ادارهٔ پلیس نیویورک (به انگلیسی: New York City Police Department یا بطور خلاصه ان‌وای‌پی‌دی NYPD) تأسیس ۱۸۴۵، ادارهٔ پلیس شهر نیویورک در ایالت نیویورک است. مقر اصلی این اداره ساختمان پلیس پلزای ۱ در منهتن جنوبی واقع در خیابان پارک رو روبروی خیابان سیتی هال نیویورک قرار دارد.
این اداره یکی از بزرگ‌ترین مراکز قانونی در ایالات متحده است. ان‌وای‌پی‌دی با بیش از ۳۵۰۰۰ افسر و ۴۵۰۰ نیروی ذخیره، منطقه‌ای با جمعیتی در حدود ۱۵ میلیون نفر را پوشش می‌دهد.
ان‌وای‌پی‌دی پیشینه‌ای طولانی و جنجال‌برانگیز دارد و تا به حال بارها در ادبیات و سینما به آن اشاره شده است. سریال تلویزیونی قانون و نظم یک نمونه از این داستانسرایی می‌باشد.

## قوانین
پلیس نیویورک به منظور آرام‌کردن متهمانِ درحالِ بازداشت، اجازه گرفتن آن‌ها از ناحیه گردن و حلق را ندارد، هرچند این شیوه همچنان رایج است.

## نوشتارهای مرتبط
- مرگ اریک گارنر